# José Gonçalves
José Gonçalves (ur. 17 września 1985, Lizbona, Portugalia) – portugalski piłkarz. Obecnie gracz klubu New England Revolution. Jego pozycja na boisku to obrońca.
Jego profesjonalna piłkarska kariera rozpoczęła się w roku 2002, w klubie FC Basel. Piłkarz przez dwa sezony nie wybiegł na boisko. Następnie przeszedł do innego szwajcarskiego klubu, do FC Winterthur, gdzie w sezonie 2004/2005 wystąpił w 13 meczach i strzelił 1 bramkę.
W 2005 roku, przeniósł się do włoskiego klubu SSC Venezia. Spędził tam pół roku, po czym przeszedł do FC Thun, któremu pomógł w zakwalifikowaniu się do rozgrywek o Puchar Ligi Mistrzów. Ogółem w barwach tego klubu rozegrał 16 ligowych spotkań.
W styczniu 2006 roku, Władimir Romanow kupił piłkarza do Heart of Midlothian. Zadebiutował on w barwach szkockiego klubu w meczu przeciwko Aberdeen F.C., wygranym przez Serca 3:0 w Pucharze Szkocji. Ogółem w barwach szkockiego klubu rozegrał 32 spotkania, strzelając 3 gole. W sezonie 2008/2009 przebywał na wypożyczeniu w 1. FC Nürnberg. W 2011 roku przeszedł do FC Sankt Gallen. W tym samym roku trafił do FC Sion. Z kolei w 2013 roku został piłkarzem New England Revolution.
W 2006 roku Gonçalves 2 razy wystąpił w reprezentacji Portugalii U-21.